# Laurence Pernoud
Pour les articles homonymes, voir Pernoud.
Laurence Pernoud, née Georgette Zoé Laurence Secrétan le 13 octobre 1918 à Lausanne (Suisse) et morte le 1er janvier 2009 à Paris 14e,, est une autrice française de livres de puériculture. Elle a publié deux livres à grand succès (réédités annuellement en version revue et augmentée, y compris après sa mort, avec la collaboration d'Agnès Grison), J'attends un enfant et J'élève mon enfant.

## Biographie

### Famille
Elle est née d'un père suisse et d'une mère grecque sous le nom complet de Georgette Zoé Laurence Secrétan et utilise préférentiellement son dernier prénom. Après des études de lettres, elle part travailler pour l'agence United Press à New York. De retour en France, elle épouse Georges Pernoud, rédacteur en chef du magazine Paris Match.
De son mariage avec Georges Pernoud (1914-1976) sont nés deux garçons : Jérôme et Emmanuel. 
Elle est inhumée au cimetière de Fontaine-Chaalis (Oise).

## Auteure
L'idée d'écrire un livre sur la grossesse lui vient alors qu'elle est enceinte de son premier enfant et ne trouve pas de livre d'informations pratiques adéquat. En 1956, elle publie J'attends un enfant, qui traite tous les aspects de la grossesse (scientifiques, psychologiques et familiaux). Suit, en 1965, la publication de J'élève mon enfant. Ces deux livres connaissent rapidement le succès et sont régulièrement réactualisés. Laurence Pernoud s'entoure dès lors d'une équipe pluridisciplinaire pour leur rédaction et leurs mises à jour. Ses deux ouvrages sont publiés dans plus de 70 pays en langue française et dans 40 traductions et restent aujourd'hui encore des ouvrages populaires.
Laurence Pernoud a dirigé également la collection « La femme au temps… » aux éditions Stock.
En 1981, elle publie un pamphlet, Il ne fait pas bon être mère par les temps qui courent, dans lequel elle proteste contre la place faite aux femmes dans la société française et avance plusieurs revendications dont la semaine de 35 heures pour les mères de famille.

## Décorations
- Officier de la Légion d'honneur

## Publications
- J'attends un enfant, Éditions Horay, 1956, guide familial
- J'élève mon enfant, Éditions Horay, 1965, guide familial
- Il ne fait pas bon être mère par les temps qui courent, Stock, 1981

### Article
- « Future maman, les médicaments sont-ils dangereux pour vous ? », Marie Claire,‎ mars 1963